# آتابی
آتابی (به لاتین: Atabəy) یک منطقه مسکونی در جمهوری آذربایجان است که در شهرستان شمکور واقع شده‌است. آتابی ۶۵۴ نفر جمعیت دارد.